# Harald Hansen (gymnast)
Harald Sigvard Hansen, född 30 oktober 1884, död 6 mars 1956, var en norsk gymnast.
Hansen tog silver i herrarnas lagmångkamp vid olympiska sommarspelen 1908 i London.